# І
І, і (cursiva І, і) es la una letra del alfabeto cirílico usada en el alfabeto ucraniano , alfabeto bielorruso y antiguamente también en el ruso.
Esta letra fue mantenida en el alfabeto ruso hasta las reformas del 1918 porque representaba el número 10, de ahí que a veces se le llame I decimal. Adicionalmente en el Ucraniano el fonema [i] es representado por ella, contrastando con la и que representa el fonema [ɪ]. Todas las otras lenguas eslavas que usan el alfabeto cirílico optaron por el uso de una de las dos hace ya mucho.
Se puede transcribir del ucraniano al alfabeto latino como ì. Si se le añade diéresis se obtiene otra letra del alfabeto cirílico llamada yi (Ї).

## Reglas para su uso
Antes de 1918 había una serie de reglas para su uso, estas eran:
a) se usa "i" antes de toda vocal y la semivocal "й"
b) se usa "и" antes de consonantes y al final de una palabra
c) excepción 1: se usa "и" antes de (semi)vocales en palabras compuestas (пятиакровый: пяти+акровый, cinco acres)
d) excepción 2: se usa "и" en "миръ" (paz, tranquilidad, concordancia, unión), e "i" en "мiръ" (mundo, universo, sociedad), con todos sus derivados cada una. Esta pequeña distinción llevó a la leyenda de que Guerra y paz de Lev Tolstói originalmente se llamaba "Guerra y (el) mundo".

## Tabla de códigos
| Codificación de caracteres | Tipo      | Decimal | Hexadecimal | Octal  | Binario             |
| -------------------------- | --------- | ------- | ----------- | ------ | ------------------- |
| Unicode                    | Mayúscula | 1030    | 0406        | 002006 | 0000 0100 0000 0110 |
| Unicode                    | Minúscula | 1110    | 0456        | 002126 | 0000 0100 0101 0110 |
| ISO 8859-5                 | Mayúscula | 166     | A6          | 246    | 1010 0110           |
| ISO 8859-5                 | Minúscula | 246     | F6          | 366    | 1111 0110           |
| KOI 8                      | Mayúscula | 182     | B6          | 266    | 1011 0110           |
| KOI 8                      | Minúscula | 166     | A6          | 246    | 1010 0110           |
| Windows 1251               | Mayúscula | 178     | B2          | 262    | 1011 0010           |
| Windows 1251               | Minúscula | 179     | B3          | 263    | 1011 0011           |
Sus códigos HTML son: &#1030; o &#x406; para la minúscula y &#1110; o &#x456; para la minúscula.